# Доходный дом Чирикова
Доходный дом Чирикова — здание в Ростове-на-Дону, расположенное на Будённовском проспекте (дом 46). Дом был построен в 1913 году по проекту архитектора Л. Ф. Эберга в духе эклектики. В настоящее время здание занимает отдел полиции № 4 (по Ленинскому району) УМВД РФ по г. Ростову-на-Дону, а также Южная оперативная таможня. Доходный дом Чирикова имеет статус объекта культурного наследия регионального значения.

## История
Доходный дом на Таганрогском проспекте (ныне Будённовском) строился в начале XX века по заказу владельца кондитерской фабрики, члена городской управы и председателя совета городского Общества взаимного кредита Владимира Кирилловича Чирикова. Автором проекта здания был ростовский архитектор Леонид Фёдорович Эберг, он же руководил строительными работами. В 1912 году ближе к концу строительства Чириков посетил стройплощадку, после чего потребовал установить на фасаде две колонны. Архитектор возражал против установки колонн, так как композиция здания основана на архитектурных принципах эпохи Ренессанса. В ответ на это Чириков заявил: «А деньги кто тебе платит — Ренессанс или я?..» На это Эберг ничего не смог возразить и вынужден был установить две колонны на кронштейнах.
Пятиэтажное кирпичное оштукатуренное по фасаду, здание является массивным, архитектурным объектом, с многоскатной крышей, двумя прямоугольными эркерами, которые объединены на верхнем этаже массивной аркой, увенчанной над карнизом декоративной аркадой. Пластику фасада также дополняют крайние дугообразные трехъярусные эркеры с арочными строенными окнами.
Гармоничные и величественные пропорций, изящные детали, отделка и орнаментация карнизов, медальоны и эмблемы, которые располагаются над сдвоенными окнами — все это выделяло здание среди окружавших его строений, сделав неотъемлемым градоформирующим элементом старого центра Ростова.
Выложенный римскими цифрами год постройки «MCMXIV» ―1914 и две скульптуры в античном стиле просуществовали на фронтоне лишь до 1917 года, и после Октябрьской революции исчезли.
Газета «Приазовский край» в 1913 году называла доходный дом Чирикова одним из самых выдающихся по величине и архитектуре среди других зданий Ростова.
Здание доходного дома было оснащено водяным отоплением, электрическим освещением, телефоном, лифтом, который соединял подвал с этажами и рестораном с летним садом на крыше дома. На первом этаже располагались магазины.
Помещения на первом этаже арендовали магазины. Квартиры в доходном доме имели 4, 5, 6 и 7 комнат. На крыше был разбит сад. Здание было оборудовано лифтом.
Здание рекламировалось в газете «Приазовский край» и пользовалось вполне заслуженным успехом. Среди состоятельных квартирантов доходного дома был и родной брат Владимира Кирилловича Чирикова — Сергей Кириллович.
Во время Гражданской войны в нем был размещен госпиталь для раненых бойцов Белой армии Деникина.
После своего утверждения советская власть национализировала здание, сохранив магазины на первом этаже.
В начале 1920-х годов дом сильно пострадал от пожара.
Существует мнение, что поджог был осуществлен сотрудниками конторы, которая имела в подвале Чириковского дома склад мануфактуры, так как ожидаемая ими ревизия могла бы вскрыть громадную недостачу и прочие махинации. Но пожар оказался настолько сильным, что охватил весь дом, и его было трудно потушить. Здание выгорело до верхних этажей. Пустое и заброшенное, оно простоял несколько лет. Только в 1927 году местные власти приступили к его восстановлению. Фасад здания был воспроизведён почти в первоначальном виде, однако из интерьеров бывшего доходного дома практически ничего не сохранилось.
После окончания работ в апреле 1929 года в бывшем доходном доме Чирикова разместился Горсовет.
Во время Великой Отечественной войны, несмотря на частые бомбардировки центра города, здание не подверглось разрушению.
После Великой Отечественной войны в здании размещался Главсевкавстрой. В 2000-х годах здание занимало УВД Ростова-на-Дону, а сейчас — ОВД полиции Ленинского района.